# Max Chilton
Max Chilton, all'anagrafe Maximilian Alexander Chilton (Reigate, 21 aprile 1991) è un pilota automobilistico britannico.
Ha debuttato in Formula 1 nella stagione 2013, correndo per la Marussia, avendo precedentemente corso per la squadra satellite della Marussia in GP2, la Carlin, nella stagione 2012 di GP2. Anche suo fratello, Tom Chilton, è un pilota automobilistico professionista. Chilton nasce da una famiglia di appassionati di corse e suo padre, Grahame, è il proprietario del team Carlin.

## Carriera

### Kart
Chilton iniziò la sua carriera da pilota a 10 anni nei kart, dove corse per due anni imparando le basi tra gli allievi del kart prima di salire alla categoria Junior TKM. Iniziò a farsi un nome al J.I.C.A., dove fece apparizioni regolari sul podio, prima di dirottare la sua attenzione alle monoposto a 14 anni. In tutto questo periodo Chilton corse nel Super 1 National Kart Championship.

### T Cars
Incastrò nel suo campionato di kart nel 2005 una stagione nel T Cars, per piloti tra i quattordici e i diciassette anni di età. Concluse ottavo nella sua prima stagione, poi concluse al terzo posto l'Autumn Trophy. Continuò nelle T Cars nel 2006, dove finì per essere il secondo arrivato dietro Luciano Bacheta per soli tre punti. Vinse sette gare contro le sei di Bacheta.

### Formula 3 inglese

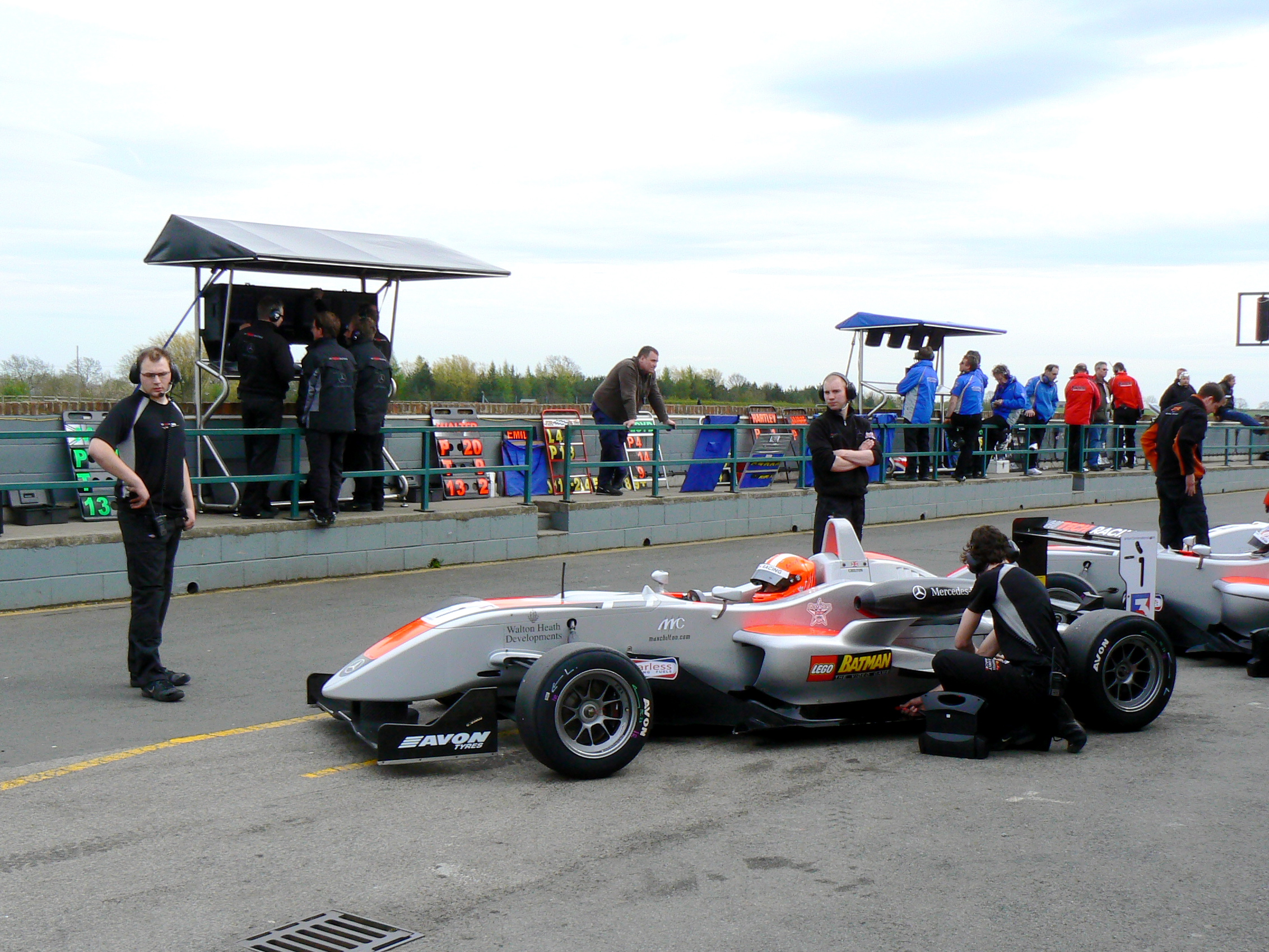
Chilton, al team Hitech Racing, inizia le qualifiche a Croft, gara presente nel campionato 2008 di Formula 3 inglese.

Chilton debuttò alla seconda gara nel campionato di Formula 3 inglese nel 2007 per il team Arena International, nonostante non avesse ancora compiuto i 16 anni minimi per consentirgli la partecipazione: ebbe un permesso speciale fino al suo sedicesimo compleanno. Il suo migliore risultato fu l'11º posto ottenuto a Bucarest e a Brands Hatch.
Partecipò anche alla gara di Laguna Seca del campionato Star Mazda in qualità di pilota ospite, di guest driver, Chilton non poté ottenere punti. Inoltre gareggiò alla 1000 km di Silverstone del 2007 con il fratello Tom per il team Arena e finirono al sesto posto assoluto, otto giri dietro ai vincitori Nicolas Minassian e Marc Gené su Peugeot.
Chilton tentò una seconda stagione, stavolta al team Hitech Racing di David Hayle e migliorò salendo al 10º posto in campionato. Ottenne due pole position, una a Monza e l'altra a Rockingham e salì due volte sul podio - secondo nella prima gara ad Oulton Park e terzo a Rockingham. Si trasferì alla Carlin per la stagione 2009, segnando tre pole position nelle prime quattro gare. Chilton ottenne due vittorie nel corso del campionato; la prima all'autodromo di Algarve, a Portimão, la seconda nell'ultima gara della stagione a Brands Hatch.

### GP2 Series

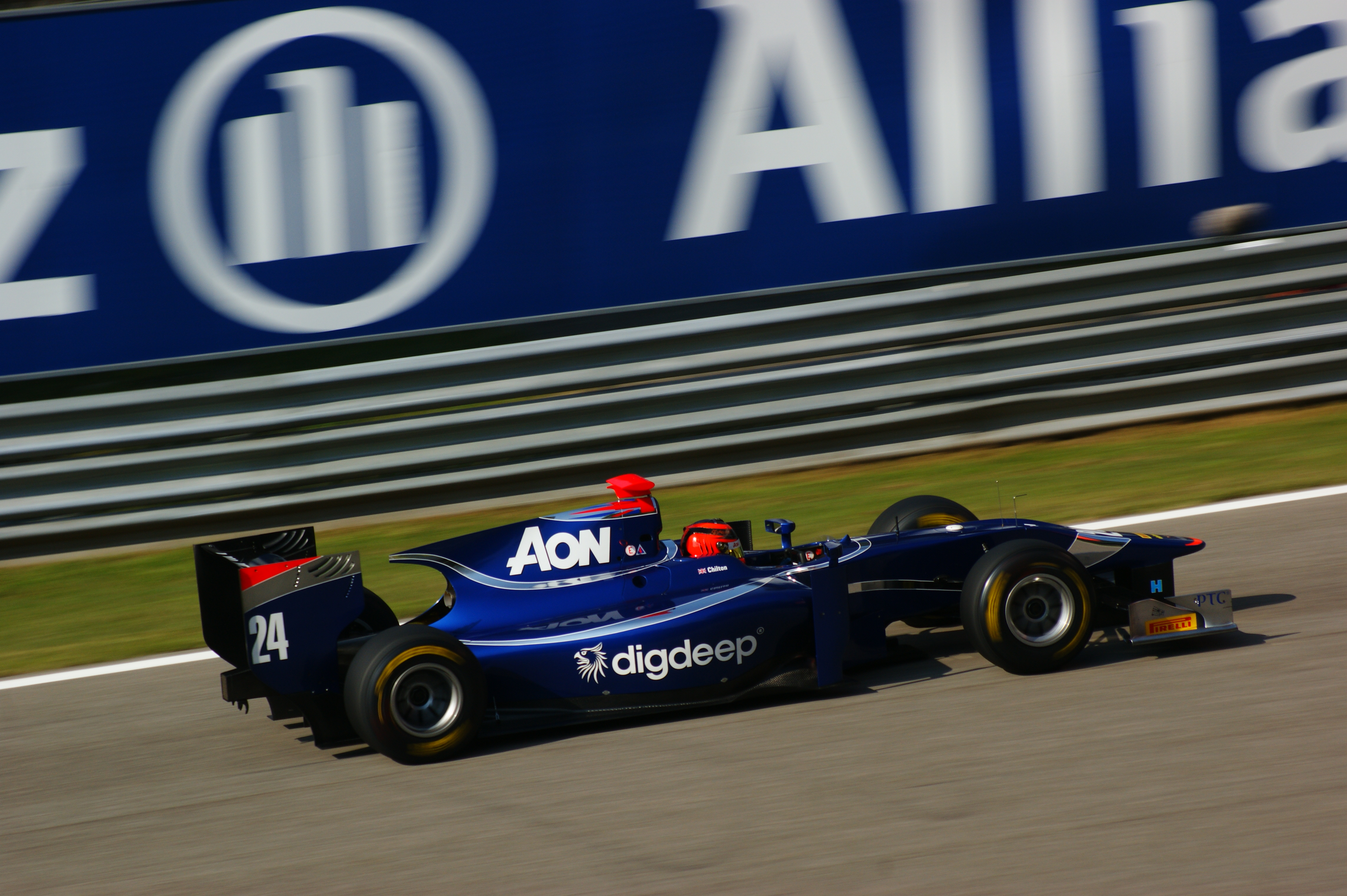
Chilton corre per la Carlin a Monza nel corso della stagione 2011 di GP2.

Chilton si iscrive al campionato GP2 Asia Series per l'inverno 2009-2010 con il team Barwa Addax. Da qui Chilton si trasferisce all'Ocean per la stagione 2010 della GP2 ottenendo come miglior risultato un 5º posto.
Nel 2011 Chilton firma per la Carlin per la prima stagione completa con loro in GP2, avendo già corso lì in Formula 3. Nel corso dell'anno il suo compagno di squadra cambiava: in alcune gare corse il campione della Formula Renault 3.5 Series Michail Alëšin, in altre il portoghese Álvaro Parente. Concluse 22º la GP2 Asia e 20º la main series. Rimane nel team, anche con il sostegno del team Marussia di Formula 1 per la stagione 2012 GP2 accanto a Rio Haryanto. Ottenne il suo primo podio nella main series nella gara lunga del primo round del campionato a Sepang, in Malaysia, poi conquistò la prima pole e la prima vittoria nella gara lunga all'Hungaroring, in Ungheria. Questo grande miglioramento di forma, allineato ai molti arrivi a punti durante la stagione, ha consentito a Chilton di raggiungere il 4º posto nel campionato piloti.

### Formula 1

#### 2011: Force India
Nel novembre 2011 Chilton provò la Force India al test per giovani piloti di Abu Dhabi. Questa fu la seconda volta per Max alla guida di una vettura di Formula 1, dopo che provò con la stessa squadra su un rettilineo per un test aerodinamico.

#### 2012-2014: Marussia

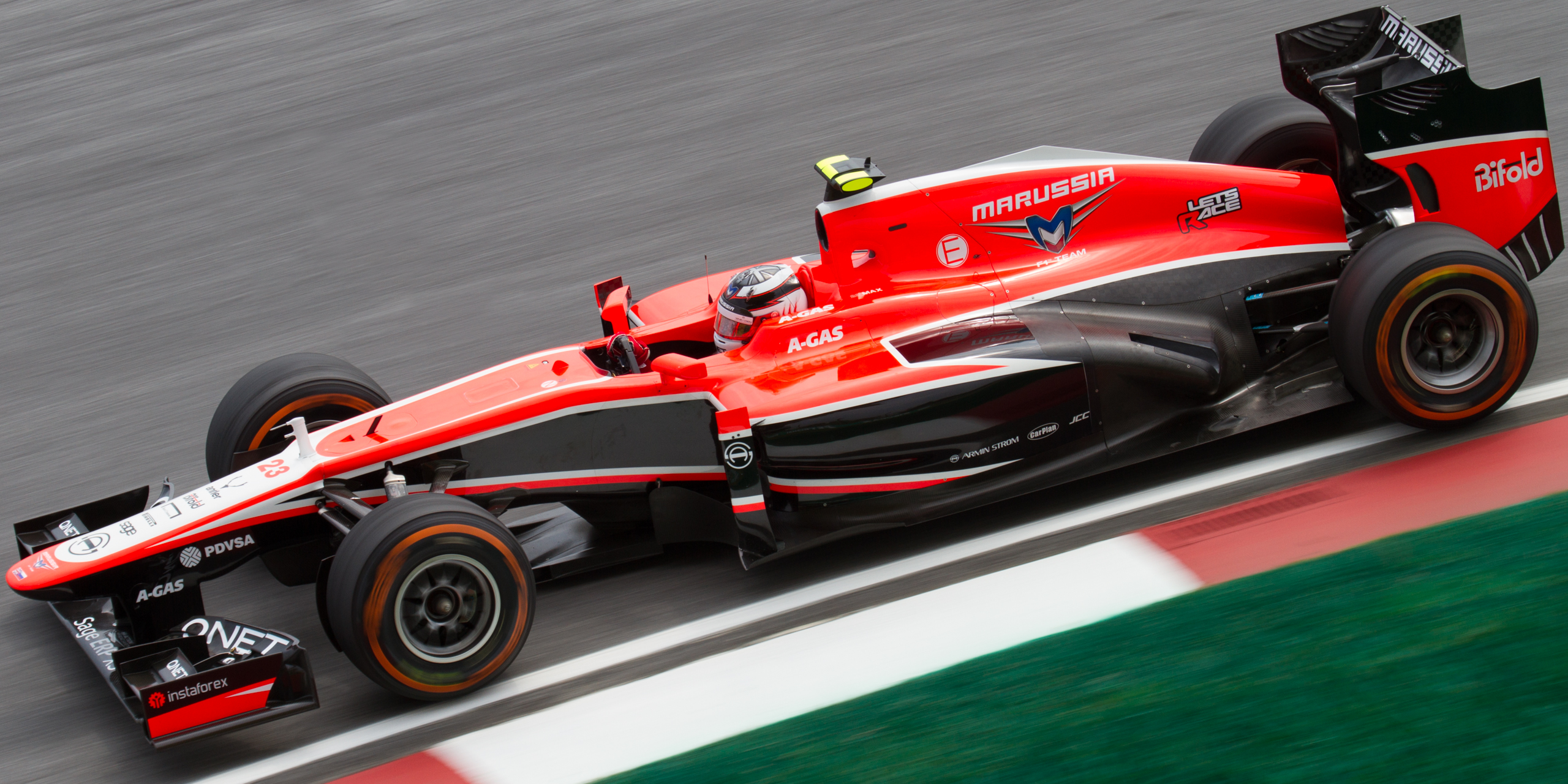
Chilton al Gran Premio della Malesia 2013

Successivamente firma con la Marussia un contratto da terzo pilota e collaudatore per la seconda parte del campionato Campionato Mondiale di Formula 1 2012, iniziando dal Gran Premio del Giappone. Chilton partecipò alla prima sessione di prove al Gran Premio di Abu Dhabi a novembre. Nel dicembre 2012, Nikolaj Fomenko, il capo ingegnere della Marussia, ha annunciato che Chilton correrà come pilota titolare con il team per il mondiale 2013. Il suo compagno di squadra è il francese Jules Bianchi, proveniente da un anno come collaudatore alla Force India. Il pilota inglese, però, non esordisce bene, venendo surclassato dal compagno di scuderia sia in Australia che in Malesia. Con l'avanzare della stagione Chilton continua a risultare meno veloce di Bianchi, riducendo però il distacco dal pilota francese e riuscendo a portare a termine tutte le gare della stagione. Questa regolarità, tuttavia, non lo porta a marcare punti né gli evita l'ultimo posto nella classifica piloti. Chilton viene confermato dalla Marussia anche per il campionato 2014, sempre al fianco di Jules Bianchi. Come nella stagione precedente il pilota britannico risulta complessivamente meno veloce del compagno di squadra, pur riuscendo a tagliare il traguardo con regolarità. Tuttavia, nel Gran Premio del Canada Chilton si deve ritirare per un contatto al primo passaggio proprio con Bianchi, ponendo fine alla serie di 25 gran premi completati consecutivi. A causa della crisi economica della Marussia, Chilton salta gli ultimi appuntamenti del campionato. Non avendo trovato un'altra scuderia interessata ad ingaggiarlo per la stagione 2015, Chilton conclude la sua carriera in Formula 1 con 0 punti conquistati.

### Dopo la Formula 1
Terminata l'esperienza nella massima serie motoristica, nel 2015 corre nell'Indy Lights con il team Carlin Motorsport, mentre dal 2016 al 2017 prende parte al campionato IndyCar con il team Chip Ganassi Racing. Dal 2018 al 2021 mantiene la categoria ritornando al team Carlin Motorsport.

## Risultati

### Sommario carriera
| Stagione | Categoria                  | Squadra           | Gare        | Vittorie    | Pole position | Giri veloci | Podi        | Punti       | Posizione   |
| -------- | -------------------------- | ----------------- | ----------- | ----------- | ------------- | ----------- | ----------- | ----------- | ----------- |
| 2005     | T Cars                     |                   | ?           | ?           | ?             | ?           | 7           | ?           | 8º          |
| 2005     | T Cars Autumn Trophy       |                   | 7           | 0           | 0             | 0           | 4           | 106         | 3º          |
| 2006     | T Cars                     | Tomax             | 20          | 7           | 7             | ?           | 14          | 167         | 2º          |
| 2007     | F3 inglese                 | Arena Motorsport  | 20          | 0           | 0             | 0           | 0           | 0           | 18º         |
| 2008     | F3 inglese                 | Hitech Racing     | 22          | 0           | 2             | 1           | 2           | 72          | 10º         |
| 2009     | F3 inglese                 | Carlin Motorsport | 20          | 1           | 4             | 2           | 5           | 171         | 4º          |
| 2009     | Formula Renault 3.5 Series | Comtec Racing     | 1           | 0           | 0             | 0           | 0           | 0           | 40º         |
| 2010     | GP2 Series                 | Ocean             | 20          | 0           | 0             | 0           | 0           | 3           | 25º         |
| 2011     | GP2 Series                 | Carlin            | 18          | 0           | 0             | 0           | 0           | 4           | 20º         |
| 2012     | GP2 Series                 | Carlin            | 24          | 2           | 2             | 0           | 4           | 169         | 4º          |
| 2012     | Formula 1                  | Marussia          | Test driver | Test driver | Test driver   | Test driver | Test driver | Test driver | Test driver |

### Risultati completi in Formula Renault 3.5 Series
(Le gare in grassetto indicano una pole position) (Le gare in corsivo indicano un giro veloce)
| Anno | Squadra       | 1       | 2       | 3       | 4       | 5          | 6       | 7       | 8       | 9       | 10      | 11      | 12      | 13      | 14      | 15      | 16      | 17      | Punti | Pos. |
| ---- | ------------- | ------- | ------- | ------- | ------- | ---------- | ------- | ------- | ------- | ------- | ------- | ------- | ------- | ------- | ------- | ------- | ------- | ------- | ----- | ---- |
| 2009 | Comtec Racing | CAT SPR | CAT FEA | SPA SPR | SPA FEA | MON FEA 19 | HUN SPR | HUN FEA | SIL SPR | SIL FEA | BUG SPR | BUG FEA | ALG SPR | ALG FEA | NÜR SPR | NÜR FEA | ALC SPR | ALC FEA | 0     | 40º  |

### Risultati in GP2 Series
(Le gare in grassetto indicano una pole position) (Le gare in corsivo indicano un giro veloce)
| Anno | Squadra | 1           | 2          | 3           | 4          | 5          | 6           | 7           | 8           | 9           | 10         | 11         | 12         | 13         | 14          | 15         | 16          | 17          | 18         | 19         | 20         | 21        | 22        | 23        | 24         | Punti | Pos. |
| ---- | ------- | ----------- | ---------- | ----------- | ---------- | ---------- | ----------- | ----------- | ----------- | ----------- | ---------- | ---------- | ---------- | ---------- | ----------- | ---------- | ----------- | ----------- | ---------- | ---------- | ---------- | --------- | --------- | --------- | ---------- | ----- | ---- |
| 2010 | Ocean   | ESP FEA 18  | ESP SPR 16 | MON FEA Rit | MON SPR 14 | TUR FEA 9  | TUR SPR 11  | VAL FEA Rit | VAL SPR 11  | GBR FEA 19  | GBR SPR 19 | GER FEA 19 | GER SPR 16 | HUN FEA 17 | HUN SPR 16  | BEL FEA 17 | BEL SPR 11  | ITA FEA 8   | ITA SPR 5  | ABU FEA 12 | ABU SPR 11 |           |           |           |            | 3     | 25º  |
| 2011 | Carlin  | TUR FEA Rit | TUR SPR 17 | ESP FEA 12  | ESP SPR 11 | MON FEA 7  | MON SPR 6   | VAL FEA Rit | VAL SPR Rit | GBR FEA Rit | GBR SPR 19 | GER FEA 17 | GER SPR 6  | HUN FEA 18 | HUN SPR Rit | BEL FEA 15 | BEL SPR 16  | ITA FEA Rit | ITA SPR 18 |            |            |           |           |           |            | 4     | 20º  |
| 2012 | Carlin  | MYS FEA 3   | MYS SPR 7  | BHR1 FEA 4  | BHR1 SPR 5 | BHR2 FEA 5 | BHR2 SPR 13 | ESP FEA 7   | ESP SPR 5   | MON FEA 5   | MON SPR 2  | VAL FEA 7  | VAL SPR 4  | GBR FEA 9  | GBR SPR 19  | GER FEA 14 | GER SPR Ret | HUN FEA 1   | HUN SPR 11 | BEL FEA 12 | BEL SPR 22 | ITA FEA 4 | ITA SPR 6 | SGP FEA 1 | SGP SPR 19 | 169   | 4º   |

#### Risultati GP2 Asia Series
(Le gare in grassetto indicano una pole position) (Le gare in corsivo indicano un giro veloce)
| Anno    | Squadra     | 1           | 2           | 3          | 4          | 5           | 6           | 7           | 8           | Punti | Pos. |
| ------- | ----------- | ----------- | ----------- | ---------- | ---------- | ----------- | ----------- | ----------- | ----------- | ----- | ---- |
| 2009–10 | Barwa Addax | ABU1 FEA 16 | ABU1 SPR 17 |            |            | BHR1 FEA 18 | BHR1 SPR 12 | BHR2 FEA 19 | BHR2 SPR 15 | 2     | 18º  |
| 2009–10 | Ocean       |             |             | ABU2 FEA 8 | ABU2 SPR 6 |             |             |             |             | 2     | 18º  |
| 2011    | Carlin      | ABU FEA 12  | ABU FEA 18  | ITA FEA 21 | ITA SPR 15 |             |             |             |             | 0     | 22º  |

### Risultati in Formula 1
| 2012 | Scuderia | Vettura |  |  |  |  |  |  |  |  |  |  |  |  |  |  |  |  |  |    |  |  | Punti | Pos. |
| ---- | -------- | ------- |  |  |  |  |  |  |  |  |  |  |  |  |  |  |  |  |  | -- |  |  | ----- | ---- |
| 2012 | Marussia | MR01    |  |  |  |  |  |  |  |  |  |  |  |  |  |  |  |  |  | SP |  |  | –     |      |

| 2013 | Scuderia | Vettura |    |    |    |    |    |    |    |    |    |    |    |    |    |    |    |    |    |    |    |  | Punti | Pos. |
| ---- | -------- | ------- | -- | -- | -- | -- | -- | -- | -- | -- | -- | -- | -- | -- | -- | -- | -- | -- | -- | -- | -- |  | ----- | ---- |
| 2013 | Marussia | MR02    | 17 | 16 | 17 | 20 | 19 | 14 | 19 | 17 | 19 | 17 | 19 | 20 | 17 | 17 | 19 | 17 | 21 | 21 | 19 |  | 0     | 23º  |

| 2014 | Scuderia | Vettura |    |    |    |    |    |    |     |    |    |    |    |    |     |    |    |     |  |  |  |  | Punti | Pos. |
| ---- | -------- | ------- | -- | -- | -- | -- | -- | -- | --- | -- | -- | -- | -- | -- | --- | -- | -- | --- |  |  |  |  | ----- | ---- |
| 2014 | Marussia | MR03    | 13 | 15 | 13 | 19 | 19 | 14 | Rit | 17 | 16 | 17 | 16 | 16 | Rit | 17 | 18 | Rit |  |  |  |  | 0     | 21º  |

| Legenda | 1º posto     | 2º posto | 3º posto    | A punti         | Senza punti/Non class.  | Grassetto – Pole position Corsivo – Giro più veloce |
| Legenda | Squalificato | Ritirato | Non partito | Non qualificato | Solo prove/Terzo pilota | Grassetto – Pole position Corsivo – Giro più veloce |

### Risultati Indy Lights
| Anno | Squadra           | 1      | 2     | 3     | 4     | 5     | 6     | 7     | 8        | 9   | 10  | 11    | 12    | 13    | 14    | 15     | 16    | Posizione | Punti |
| ---- | ----------------- | ------ | ----- | ----- | ----- | ----- | ----- | ----- | -------- | --- | --- | ----- | ----- | ----- | ----- | ------ | ----- | --------- | ----- |
| 2015 | Carlin Motorsport | STP 12 | STP 4 | LBH 5 | ALA 5 | ALA 3 | IMS 4 | IMS 3 | INDY DNS | TOR | TOR | MIL 6 | IOW 1 | MDO 2 | MDO 2 | LAG 11 | LAG 3 | 5         | 258   |

### Risultati IndyCar
| Anno | Squadra             | Telaio       | Motore    | 1      | 2      | 3      | 4      | 5      | 6        | 7       | 8      | 9      | 10     | 11     | 12     | 13     | 14     | 15     | 16     | 17     | Punti | Posizione |
| ---- | ------------------- | ------------ | --------- | ------ | ------ | ------ | ------ | ------ | -------- | ------- | ------ | ------ | ------ | ------ | ------ | ------ | ------ | ------ | ------ | ------ | ----- | --------- |
| 2016 | Chip Ganassi Racing | Dallara DW12 | Chevrolet | STP 17 | PHO 7  | LBH 14 | BAT 21 | IGP 14 | INDY 15  | DET 21  | DET 22 | ROA 20 | IOW 19 | TOR 18 | MDO 16 | POC 13 | TXS 15 | WGL 10 | SNM 16 |        | 267   | 19º       |
| 2017 | Chip Ganassi Racing | Dallara DW12 | Honda     | STP 16 | LBH 14 | ALA 12 | PHX 20 | IMS 7  | INDY 4   | DET 11  | DET 15 | TXS 8  | ROA 9  | IOW 14 | TOR 7  | MDO 15 | POC 18 | GTW 17 | WGL 8  | SNM 12 | 396   | 11º       |
| 2018 | Carlin              | Dallara DW12 | Chevrolet | STP 19 | PHX 18 | LBH 17 | ALA 22 | IMS 16 | INDY 22  | DET 20  | DET 11 | TXS 12 | ROA 17 | IOW 15 | TOR 23 | MDO 24 | POC 13 | GTW 17 | POR 18 | SNM 21 | 223   | 19º       |
| 2019 | Carlin              | Dallara DW12 | Chevrolet | STP 16 | COA 21 | ALA 22 | LBH 14 | IMS 18 | INDY DNQ | DET 17  | DET 15 | TXS    | RDA 16 | TOR 14 | IOW    | MDO 16 | POC    | GTW    | POR 11 | LAG 13 | 184   | 22º       |
| 2020 | Carlin              | Dallara DW12 | Chevrolet | TXS    | IMS 16 | ROA 17 | ROA 15 | IOW    | IOW      | INDY 17 | GTW    | GTW    | MDO 16 | MDO 13 | IMS 11 | IMS 19 | STP 12 |        |        |        | 147   | 22º       |